# Dover, Missouri
Dover är en ort i Lafayette County i delstaten Missouri, USA.